# Monstera molinae
Monstera molinae är en kallaväxtart som beskrevs av Thomas Bernard Croat och Michael Howard Grayum. Monstera molinae ingår i släktet Monstera och familjen kallaväxter. Inga underarter finns listade.